# Gerard van Beek

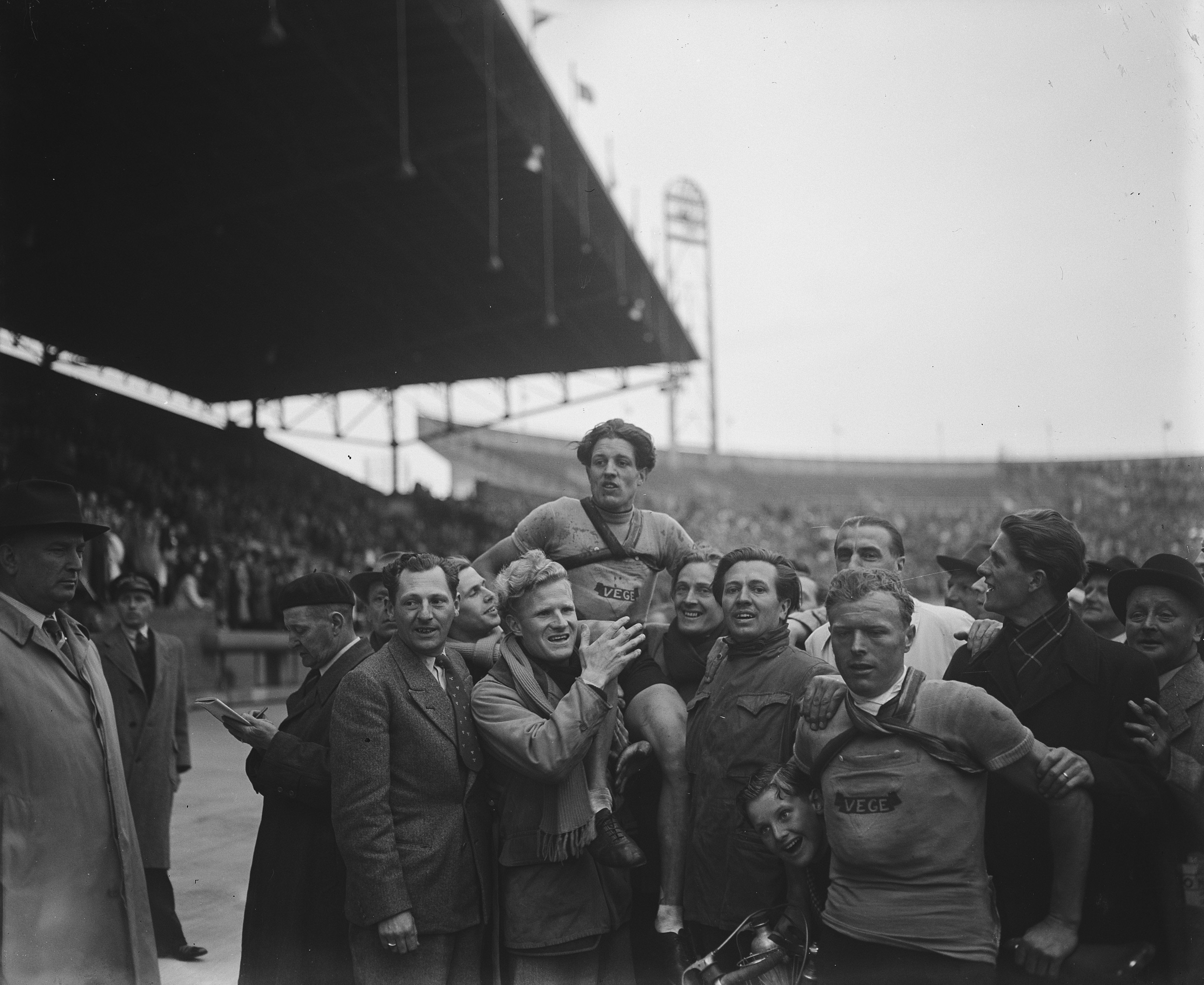
Gerard van Beek als Sieger der Niederlande-Rundfahrt 1948

Gerardus Johannes Willibrordus „Gerrit“ van Beek (* 1. November 1923 in Volendam; † 15. März 1951 in Berlin) war ein niederländischer Radsportler.
Gerard van Beek begann seine Radsportlaufbahn im Jahre 1943 als Amateur und gewann in den Nachkriegsjahren 18 Straßenrennen. 1947 errang er bei den Straßen-Weltmeisterschaften in Reims die Bronzemedaille im Straßenrennen. Im selben Jahr wurde er niederländischer Meister im Mannschaftszeitfahren und gewann die Ronde van Noord-Holland. Zum Ende der Saison wurde er Berufsfahrer.
In der Folge startete van Beek bei etlichen Sechstagerennen, wie etwa in New York, Washington und München, wo er gemeinsam mit Arie Vooren Rang drei belegte. 1948 sowie 1949 entschied er jeweils eine Etappe der Niederlande-Rundfahrt für sich. Er war einer von vier Radrennfahrern – van Beek, Piet de Vries, Gerrit Voorting und Harm Smits –, die in den ersten Nachkriegsjahren das Renngeschehen in den Niederlanden dominierten und die deshalb die vier Musketiere genannt wurden.
Im März 1951 nahm Gerard van Beek gemeinsam mit Arie Vooren am 34. Berliner Sechstagerennen in der Sporthalle am Funkturm teil. In der dritten Nacht stürzte er und musste mit schweren Schädelverletzungen in das Krankenhaus Westend eingeliefert werden. Sein Kollege und Freund Arie erlitt einen schweren Schock. Van Beek starb einige Tage später. Seine Kollegen und Freunde sammelten noch während des Rennens Geld für die Überführung in seine Heimat.

## Weiterführende Literatur
- Gerrie Hulsing: Gerard van Beek. ‚Een echte Musketier‘. Op den Vinken, Purmerend 2006